# Seznam císařů jižních a severních dynastií
Panovníci jižních a severních dynastií stáli v letech 386–589 čele států vzniklých koncem 4. a začátkem 5. století na místě čínské říše Tin a šestnácti severočínských států. Koncem 6. století země severních a pak i jižních dynastií zabrala říše Suej, která opět sjednotila Čínu.
Říše Ťin sice po půlstoletí rozdrobení roku 280 sjednotila Čínu, ale rozvrat státu v důsledku nepokojů osmi knížat využily v letech 304–317 severní kočovné kmeny k odtržení severní Číny, poté zde vznikla řada souběžně existujících krátkodobých států, tradičně zvaných šestnáct států (304–439), dokud roku 439 sever Číny opět nesjednotil jeden z nich, Severní Wej (386–535), první ze severních dynastií. Severní Wej se v letech 534–535 rozpadl na východní a západní část. Severovýchod Číny pak ovládala říše Východní Wej, roku 550 nahrazená státem Severní Čchi. Severozápad kontroloval stát Západní Wej, roku 557 nahrazený státem Severní Čou, který roku 577 sjednotil severní Čínu, ale o čtyři roky později se v další dynastické změně chopil vlády nad severem Číny Jang Ťien, první císař říše Suej.
V jižní Číně se zatím do roku 420 udrželi Ťinové, následovaní „jižními dynastiemi“, a sice Liou Sung (420–479), Jižní Čchi (479–502), Liang (502–557), Čchen (557–589) a též Pozdní Liang (555–587). V 80. letech 6. století státy Pozdní Liang a Čchen zabrala armáda říše Suej a sjednotila tak Čínu.

## Seznamy císařů
Podle čínské tradice císař po smrti obdržel čestné posmrtné jméno. Dalším jménem udělovaným posmrtně bylo chrámové jméno, určené k použití při obřadech v chrámu předků dynastie. Obě jména vyjadřovala charakter vlády a císaře, například zakladatelé dynastií dostávali chrámové jméno Tchaj-cu (太祖, Velký předek, Velký praotec).
Éra vlády je název kratšího či delšího období vlády, shrnující základní směr státní politiky.. Ne všichni panovníci deseti říší vyhlásili vlastní panovnickou éru. Někteří používali éry severočínských pěti dynastií, nebo sousedních mocných států, jako výraz své formální podřízenosti (Ťing-nan, Čchu, Wu-jüe, Min), jiní pokračovali v érách zaniklých států (Wu, Severní Chan).

### Císařové Severních dynastií, 386–581
| Jméno | Jméno           | Jméno                                            | Portrét | Narození Úmrtí | Vláda   | Éra vlády |
| posmrtné | chrámové        | příjmení a osobní jméno                          | Portrét | Narození Úmrtí | Vláda   | Éra vlády |
| --- | --------------- | ------------------------------------------------ | ------- | -------------- | ------- | --- |
| Tao-wu-ti 道武帝 | Tchaj-cu 太祖   | Tchuo-pa Kuej 拓跋珪                             |         | 371–409        | 386–409 | Teng-kuo (登國, 386–395) Chuang-š’ (皇始, 396–397) Tchien-sing (天興, 398–403) Tchien-cch’ (天賜, 404–408)                                                               |
| Ming-jüan-ti 明元帝 | Tchaj-cung 太宗 | Tchuo-pa S’ 拓跋嗣                               |         | 392–423        | 409–423 | Jung-sing (永興, 409–413) Šen-žuej (神瑞, 414–415) Tchaj-čchang (泰常, 416–423)                                                                                          |
| Tchaj-wu-ti 太武帝 | Š’-cu 世祖      | Tchuo-pa Tchao 拓跋燾                            |         | 208–452        | 423–452 | Š’-kuang (始光, 424–428) Šen-ťia (神䴥,) 428–431) Jen-che (延和, 432–434) Tchaj-jen (太延, 435–440) Tchaj-pching-čen-ťün (太平真君, 440–451) Čeng-pching (正平, 451–452) |
| kníže Jin z Nan-an 南安隱王 | –               | Tchuo-pa Jü 拓跋余                               |         | ?–452          | 452     | Jung-pching nebo Čcheng-pching (永平 nebo 承平, 452), |
| Wen-čcheng-ti 文成帝 | Kao-cung 高宗   | Tchuo-pa Ťün 拓跋濬                              |         | 440–465        | 452–465 | Sin-kan (興安, 452–454) Sing-kuang (興光, 454–455) Tchaj-an (太安, 455–459) Che-pching (和平, 460–465)                                                                   |
| Sien-wen-ti 獻文帝 | Sien-cu 顯祖    | Tchuo-pa Chung 拓跋弘                            |         | 454–476        | 465–471 | Tchien-an (天安, 466–467) Chuang-sing (皇興, 467–471) |
| Siao-wen-ti 孝文帝 | Kao-cung 高宗   | Tchuo-pa Chung (拓跋宏) od 495 Jüan Chung (元宏) |         | 467–499        | 471–499 | Jen-sing (延興, 471–476) Čcheng-ming (承明, 476) Tchaj-che (太和, 477–499)                                                                                               |
| Süan-wu-ti 宣武帝 | Š’-cung 世宗    | Jüan Kche 元恪                                   |         | 483–515        | 499–515 | Ťing-ming (景明, 500–503) Čeng-š’ (正始, 504–508) Jung-pching (永平, 508–512) Jen-čchang (延昌, 512–515)                                                                 |
| Siao-ming-ti 孝明帝 | Su-cung 肅宗    | Jüan Sü 元詡                                     |         | 510–528        | 515–528 | Si-pching (熙平, 516–518) Šen-kuej (神龜, 518–520) Čeng-kuang (正光, 520–525) Siao-čchang (孝昌,) 525–527) Wu-tchaj (武泰, 528)                                          |
| Siao-čuang-ti 孝莊帝 | Ťing-cung 敬宗  | Jüan C’-jou 元子攸                               |         | 507–531        | 528–531 | Ťien-i (建義, 528) Jung-an (永安, 528–530) |
| – | –               | Jüan Jie 元曄                                    |         | ?–532          | 530–531 | Ťien-ming (建明, 530–531) |
| Jüan Jie je znám i pod titulem který držel před nástupem na trůn, jako kníže z Čchang-kuang (長廣王), po sesazení držel titul kníže z Tung-chaj (東海王).                         |                 |                                                  |         | ?–532          | 530–531 | Ťien-ming (建明, 530–531) |
| Ťie-min-ti 節閔帝 | –               | Jüan Kung 元恭                                   |         | 498–532        | 531–532 | Pchu-tchaj (普泰, 531–532) |
| Jüan Kung je znám i jako První sesazený císař Severní Wej (北魏前廢帝, Pej Wej Čchien-fej-ti).                                                                                    |                 |                                                  |         | 498–532        | 531–532 | Pchu-tchaj (普泰, 531–532) |
| – | –               | Jüan Lang 元朗                                   |         | 513–532        | 531–532 | Čung-sing (中興, 531–532) |
| Jüan Lang je znám i pod titulem, který obdržel po sesazení, jako jako kníže z An-ting (安定王) a také jako Pozdější sesazený císař Severní Wej (北魏後廢帝, Pej Wej Chou-fej-ti). |                 |                                                  |         | 513–532        | 531–532 | Čung-sing (中興, 531–532) |
| Siao-wu-ti 孝武帝 | –               | Jüan Siou 元脩                                   |         | 510–535        | 532–535 | Tchaj-čchang (太昌, 532) Jung-sing (永興, 532) Jung-si (永熙, 532–535)                                                                                                   |
| Jüan Siou je znám i jako Uprchlý císař Severní Wej (北魏出帝, Pej Wej Čchu-ti).                                                                                                   |                 |                                                  |         | 510–535        | 532–535 | Tchaj-čchang (太昌, 532) Jung-sing (永興, 532) Jung-si (永熙, 532–535)                                                                                                   |

| Jméno                                                                                             | Jméno                  | Jméno                   | Portrét                | Narození Úmrtí         | Vláda                  | Éra vlády                                                                                                  |
| posmrtné                                                                                          | chrámové               | příjmení a osobní jméno | Portrét                | Narození Úmrtí         | Vláda                  | Éra vlády                                                                                                  |
| Východní Wej (534–550)                                                                            | Východní Wej (534–550) | Východní Wej (534–550)  | Východní Wej (534–550) | Východní Wej (534–550) | Východní Wej (534–550) | Východní Wej (534–550)                                                                                     |
| ------------------------------------------------------------------------------------------------- | ---------------------- | ----------------------- | ---------------------- | ---------------------- | ---------------------- | --- |
| Siao-ťing-ti 孝靜帝                                                                               | –                      | Jüan Šan-ťien 元善見    |                        | 524–552                | 534–550                | Tchien-pching (天平, 534–537) Jüan-siang (元象,) 538–539) Sing-che (興和, 539–542) Wu-ting (武定, 543–550) |
| Severní Čchi (550–577)                                                                            |                        |                         |                        |                        |                        | |
| Wen-süan-ti 文宣帝                                                                                | Sien-cu 顯祖           | Kao Jang 高洋           |                        | 526–559                | 550–559                | Tchien-pao (天保, 550–559)                                                                                 |
| kníže Min-tao z Ťi-nan 濟南閔悼王                                                                 | –                      | Kao Jin 高殷            |                        | 545–561                | 559–560                | Čchien-ming (乾明, 560)                                                                                    |
| Siao-čao-ti 孝昭帝                                                                                | Su-cung 肅宗           | Kao Jen 高演            |                        | 535–561                | 560–561                | Chuang-ťien (皇建, 560–561)                                                                                |
| Kao Jin je znám i jako Sesazený císař (廢帝, Fej-ti)                                              |                        |                         |                        | 535–561                | 560–561                | Chuang-ťien (皇建, 560–561)                                                                                |
| Wu-čcheng-ti 武成帝                                                                               | Š’-cu 世祖             | Kao Čan 高湛            |                        | 537–569                | 561–565                | Tchaj-ning (太寧, 561–562) Che-čching (河清, 562–565)                                                      |
| –                                                                                                 | –                      | Kao Wej 高緯            |                        | 557–577                | 565–577                | Tchien-tchung (天統, 565–569) Wu-pching (武平, 570–576) Lung-chua (隆化, 576)                              |
| Kao Wej je znám i jako Poslední vládce Severní Čchi (北齊後主, Pej Čchi Chou-ču)                  |                        |                         |                        | 557–577                | 565–577                | Tchien-tchung (天統, 565–569) Wu-pching (武平, 570–576) Lung-chua (隆化, 576)                              |
| –                                                                                                 | –                      | Kao Jen-cung 高延宗     |                        | ?–577                  | 577                    | – |
| Kao Jen-cung je znám i pod titulem který držel před nástupem na trůn, jako kníže z An-te (安德王) |                        |                         |                        | ?–577                  | 577                    | – |
| –                                                                                                 | –                      | Kao Cheng 高恆          |                        | 570–577                | 577                    | Čcheng-kuang (承光, 577)                                                                                   |
| Kao Cheng je znám i jako Dětský vládce Severní Čchi (北齊幼主, Pej Čchi Jou-ču)                   |                        |                         |                        | 570–577                | 577                    | Čcheng-kuang (承光, 577)                                                                                   |

| Jméno                                                  | Jméno                 | Jméno                                        | Portrét               | Narození Úmrtí        | Vláda                 | Éra vlády                                                                                          |
| posmrtné                                               | chrámové              | příjmení a osobní jméno                      | Portrét               | Narození Úmrtí        | Vláda                 | Éra vlády                                                                                          |
| Západní Wej (535–556)                                  | Západní Wej (535–556) | Západní Wej (535–556)                        | Západní Wej (535–556) | Západní Wej (535–556) | Západní Wej (535–556) | Západní Wej (535–556)                                                                              |
| ------------------------------------------------------ | --------------------- | -------------------------------------------- | --------------------- | --------------------- | --------------------- | -------------------------------------------------------------------------------------------------- |
| Wen-ti 文帝                                            | –                     | Jüan Pao-ťü 元寶炬                           |                       | 507–551               | 535–551               | Ta-tchung (大統, 535–551)                                                                          |
| –                                                      | –                     | Jüan Čchin 元欽                              |                       | ?–554                 | 551–554               | –                                                                                                  |
| Jüan Čchin je znám jako Sesazený císař (廢帝, Fej-ti). |                       |                                              |                       | ?–554                 | 551–554               | –                                                                                                  |
| Kung-ti 恭帝                                           | –                     | Jüan Kchuo 元廓 od 554 Tchuo-pa Kchuo 拓拔廓 |                       | 537–557               | 554–556               | –                                                                                                  |
| Severní Čou (557–581)                                  |                       |                                              |                       |                       |                       | |
| Siao-min-ti 孝閔帝                                     | –                     | Jü-wen Ťüe 宇文覺                            |                       | 542–557               | 557                   | –                                                                                                  |
| Xiao-ming-ti 孝明帝                                    | Š’-cung 世宗          | Jü-wen Jü 宇文毓                             |                       | 534–560               | 557–560               | Wu-čcheng (武成, 559–560)                                                                          |
| Wu-ti 武帝                                             | Kao-cu 高祖           | Jü-wen Jung 宇文邕                           |                       | 543–578               | 560–578               | Pao-ting (保定, 560–565) Tchien-che (天和, 566–572) Ťien-te (建德,) 572–578) Süan-čeng (宣政, 578) |
| Süan-ti 宣帝                                           | –                     | Jü-wen Jün 宇文贇                            |                       | 559–580               | 578–579               | Ta-čcheng (大成, 579)                                                                              |
| Ťing-ti 靜帝                                           | –                     | Jü-wen Chan 宇文闡                           |                       | 573–581               | 579–581               | Ta-siang (大象, 579–581) Ta-ting (大定, 581)                                                       |

### Císařové Jižních dynastií, 420–589
| Jméno | Jméno               | Jméno                   | Portrét             | Narození Úmrtí      | Vláda               | Éra vlády |
| posmrtné                                                                                                  | chrámové            | příjmení a osobní jméno | Portrét             | Narození Úmrtí      | Vláda               | Éra vlády |
| Liou Sung (420–479)                                                                                       | Liou Sung (420–479) | Liou Sung (420–479)     | Liou Sung (420–479) | Liou Sung (420–479) | Liou Sung (420–479) | Liou Sung (420–479) |
| --- | ------------------- | ----------------------- | ------------------- | ------------------- | ------------------- | --- |
| Wu-ti 武帝                                                                                                | Kao-cu 宋祖         | Liou Jü 劉裕            |                     | 363–422             | 420–422             | Jung-čchu (永初, 420–422) |
| – | –                   | Liou I-fu 劉義符        |                     | 406–424             | 422–423             | Ťing-pching (景平, 423) |
| Liou I-fu je též znám jako Mladý císař (少帝, Šao-ti).                                                    |                     |                         |                     | 406–424             | 422–423             | Ťing-pching (景平, 423) |
| Wen-ti 文帝                                                                                               | Tchaj-cu 太祖       | Liou I-lung 劉義隆      |                     | 407–453             | 424–453             | Jüan-ťia (元嘉, 424–453) |
| Siao-wu-ti 孝武帝                                                                                         | Š’-cu 世祖          | Liou Ťün 劉駿           |                     | 430–464             | 453–464             | Siao-ťien (孝建, 454–456) Ta-ming (大明, 457–464) |
| – | –                   | Liou C’-jie 劉子業      |                     | 449–465             | 464–465             | Jung-kuang (永光, 465) Ťing-che (景和, 465) |
| Liou C’-jie je znám jako První sesazený císař (前廢帝, Čchien-fej-ti,).                                   |                     |                         |                     | 449–465             | 464–465             | Jung-kuang (永光, 465) Ťing-che (景和, 465) |
| Ming-ti 明帝                                                                                              | Tchaj-cung 太宗     | Liou Jü 劉彧            |                     | 439–472             | 465–472             | Tchaj-š’ (泰始, 465–471) Tchaj-jü (泰豫, 472) |
| kníže z Cchang-wu 蒼梧王                                                                                  | –                   | Liou Jü 劉昱            |                     | 463–477             | 472–476             | Jüan-chuej (元徽, 473–476) |
| Liou Jü je znám i jako Pozdější sesazený císař (後廢帝, Chou-fej-ti).                                     |                     |                         |                     | 463–477             | 472–476             | Jüan-chuej (元徽, 473–476) |
| Šun-ti 順帝                                                                                               | –                   | Liou Čung 劉準          |                     | 467–479             | 477–479             | Šeng-ming (昇明, 477–479) |
| Jižní Čchi (479–502)                                                                                      |                     |                         |                     |                     |                     | |
| Kao-ti 高帝                                                                                               | Tchaj-cu 太祖       | Siao Tao-čcheng 蕭道成  |                     | 427–482             | 479–482             | Ťien-jüan (建元, 479–482) |
| Wu-ti 武帝                                                                                                | Š’-cu 世祖          | Siao Ce 蕭賾            |                     | 440–493             | 482–493             | Jung-ming (永明, 483–493) |
| kníže z Jü-lin 鬱林王                                                                                     | –                   | Siao Čao-jie 蕭昭業     |                     | 473–494             | 493–494             | Lung-čchang (隆昌, 494) |
| Siao Čao-jie je znám jako Sesazený císař (Jižního) Čchi, (南)齊廢帝, Nan Čchi Fej-ti.                     |                     |                         |                     | 473–494             | 493–494             | Lung-čchang (隆昌, 494) |
| kníže Kung z Chaj-ling 海陵恭王                                                                           | –                   | Siao Čao-wen 蕭昭文     |                     | 480–494             | 494                 | Jen-sing (延興, 494) |
| Ming-ti 明帝                                                                                              | Kao-cung 高宗       | Siao Luan 蕭鸞          |                     | 452–498             | 494–498             | Ťien-wu (建武, 494–497) Jung-tchaj (永泰, 498) |
| markýz z Tung-chun 東昏侯                                                                                 | –                   | Siao Pao-ťüan 蕭寶卷    |                     | 483–501             | 498–501             | Jung-jüan (永元, 499–500) |
| Siao Pao-ťüan je též znám jako Sesazený císař (Jižního) Čchi, (南)齊廢帝, Nan Čchi Fej-ti.                |                     |                         |                     | 483–501             | 498–501             | Jung-jüan (永元, 499–500) |
| Che-ti 和帝                                                                                               | –                   | Siao Pao-žung 蕭寶融    |                     | 488–502             | 501–502             | Čung-sing (中興, 501–502) |
| Liang (502–557)                                                                                           |                     |                         |                     |                     |                     | |
| Wu-ti 武帝                                                                                                | Kao-cu 高祖         | Siao Jen 蕭衍           |                     | 464–549             | 502–549             | Tchien-ťien (天監, 502–519) Pchu-tchung (普通, 520–526) Ta-tchung (大通, 527–528) Čung-ta-tchung (中大通, 529–534) Ta-tchung (大同, 535–545) Čung-ta-tchung (中大同, 546) Tchaj-čching (太清, 547–549) |
| Ťien-wen-ti 簡文帝                                                                                        | Tchaj-cung 太宗     | Siao Wang 蕭網          |                     | 503–551             | 549–551             | Ta-pao (大寶, 550) |
| – | –                   | Siao Tung 蕭棟          |                     | ?–552               | 551                 | Tchien-čeng (天正, 551) |
| Siao Tung je též znám pod titulem, který držel před nástupem na trůn – kníže z Jü-čang (豫章王).          |                     |                         |                     | ?–552               | 551                 | Tchien-čeng (天正, 551) |
| Tchao-tchie ťi 饕餮紀                                                                                     | –                   | Siao Ťi 蕭紀            |                     | 508–553             | 552–553             | Tchien-čeng (天正, 551) |
| Siao Ťi je též znám pod titulem, který držel před nástupem na trůn – kníže z Wu-ling (武陵王).            |                     |                         |                     | 508–553             | 552–553             | Tchien-čeng (天正, 551) |
| Jüan-ti 元帝                                                                                              | Š’-cu 世祖          | Siao I 蕭繹             |                     | 508–555             | 552–555             | Čcheng-šeng (承聖, 552–553) Tchien-čeng (天正, 553) Čcheng-šeng (承聖, 554) |
| Min-ti 閔帝                                                                                               | –                   | Siao Jüan-ming 蕭淵明   |                     | ?–556               | 555                 | Tchien-čcheng (天成, 555) |
| Siao Jüan-ming je též znám pod titulem, který držel před nástupem na trůn – markýz z Čen-jang (貞陽侯), . |                     |                         |                     | ?–556               | 555                 | Tchien-čcheng (天成, 555) |
| Ťing-ti 敬帝                                                                                              | –                   | Siao Fang-č’ 蕭方智     |                     | 543–558             | 555–557             | Šao-tchaj (紹泰, 555–556) Tchaj-pching (太平, 556–57) |
| – | –                   | Siao Čuang 蕭莊         |                     | 548 – asi 577       | 558–560             | – |
| Siao Čuang je též znám pod titulem, který držel před nástupem na trůn – kníže z Jung-ťia (永嘉王), .      |                     |                         |                     | 548 – asi 577       | 558–560             | – |
| Pozdní Liang (555–587)                                                                                    |                     |                         |                     |                     |                     | |
| Süan-ti 宣帝                                                                                              | –                   | Siao Čcha 蕭詧          |                     | 519–562             | 555–562             | Ta-ting (大定, 555–562) |
| Siao-ming-ti 孝明帝                                                                                       | –                   | Siao Kchuej 蕭巋        |                     | 542–585             | 562–585             | Tchien-pao (天保, 562–585) |
| Siao-ťing-ti 孝靖帝                                                                                       | Š’-cung 世宗        | Siao Cchung 蕭琮        |                     | ?–?                 | 585–587             | Kuang-jün (廣運, 586–587) |
| Siao Cchung je též znám jako Poslední vládce Liang (豫章王, Liang Chou-ču)                                |                     |                         |                     | ?–?                 | 585–587             | Kuang-jün (廣運, 586–587) |
| Čchen (557–589)                                                                                           |                     |                         |                     |                     |                     | |
| Wu-ti 武帝                                                                                                | Kao-cu (高祖)       | Čchen Pa-sien 陳霸先    |                     | 503–559             | 557–559             | Jung-ting (永定, 557–559) |
| Wen-ti 文帝                                                                                               | Š’-cu (世祖)        | Čchen Čchien 陳蒨       |                     | 522–566             | 559–566             | Tchien-ťia (天嘉, 560–565) Tchien-kchang (天康, 566) |
| kníže z Lin-chaj 臨海王                                                                                   | –                   | Čchen Po-cung 陳伯宗    |                     | asi 554 – 570       | 566–568             | Kuang-ta (光大, 567–568) |
| Čchen Po-cung je též znám jako Sesazený císař Čchen (陳廢帝, Čchen Fej-ti).                               |                     |                         |                     | asi 554 – 570       | 566–568             | Kuang-ta (光大, 567–568) |
| Süan-ti 宣帝                                                                                              | Kao-cung (高宗)     | Čchen Sü 陳頊           |                     | 530–582             | 569–582             | Tchaj-ťien (太建, 569–582) |
| vévoda Jang z Čchang-čcheng 長城煬公                                                                      | –                   | Čchen Šu-pao 陳叔寶     |                     | 553–604             | 582–589             | Č’-te (至德, 583–586) Čen-ming (禎明, 587–589) |
| Čchen Šu-pao je též znám jako Poslední vládce Čchen (陳後主, Čchen Chou-ču).                              |                     |                         |                     | 553–604             | 582–589             | Č’-te (至德, 583–586) Čen-ming (禎明, 587–589) |